# 박래현
박래현(朴崍賢, 1920년 4월 13일~1976년 1월 2일)은 일제강점기의 동양화가이고 대한민국의 동양화가 겸 한국화가이며 판화가이다. 평안남도 진남포 출신으로, 호는 우향(雨鄕)이다.

## 생애
1944년 일본 도쿄 여자미술전문학교(東京女子美術專門學校)의 일본화과(日本畵科)를 졸업하였고, 1940년부터 선전(鮮展)에 출품하여 총독상을 받기도 했다.
1956년 제8회 대한미술협회전과 제5회 국전에서 각각 대통령상을 수상했고, 1957년 미국 뉴욕 월드하우스 화랑 주최 한국 현대작가초대전에 초대출품했고, 서울문리사범대학의 교수가 되었다. 1960년 중화민국의 타이베이와 홍콩 등지의 초대전에 출품하고 이어 일본·베트남의 초대전에도 출품했다. 1961년 이후 국전 심사위원, 서울시문화위원을 역임하고 성신여자사범대학 강사가 되었다. 1964년 미국 국무성의 초청으로 남편인 동양화가 김기창(金基昶)과 함께 미국으로 건너간 바 있고, 국내·국외에서 여러 차례의 개인전 및 부부전(夫婦展)을 가졌다.

## 작품 및 평가
작품으로 〈노점(露店)〉 등이 있다. 그의 작품은 전통적 동양화의 재료로서 서구적인 공간설정을 종합함으로써 새로운 한국화의 방향을 시험하고 있다고 평가된다.

## 가족 관계
- 배우자 : 김기창 (1913년 2월 18일 ~ 2001년 1월 23일)
  - 장녀 : 김현 (1947년 ~ )
  - 아들 : 김완 (1949년 ~ )
  - 차녀 : 김선 (1952년 ~ )
  - 삼녀 : 김영 (1956년 ~ )